# Linia kolejowa Neukieritzsch – Chemnitz
Linia kolejowa Neukieritzsch – Chemnitz – ważna linia kolejowa w Niemczech, w kraju związkowym Saksonia. Biegnie z Neukieritzsch na linii Leipzig – Hof przez Borna i Geithain do Chemnitz. Jest to część połączenia dalekobieżnego między Lipskiem a Chemnitz. Linia jest zelektryfikowana na odcinku z Neukieritzsch do Geithain.